# Église évangélique-luthérienne de la république de Biélorussie
L'Église évangélique-luthérienne en république de Biélorussie (en russe: Евангелическо-лютеранская церковь в Республике Беларусь, ЕЛЦРБ; en biélorusse: Евангельска-лютэранская царква ў Рэспубліцы Беларусь), est une communauté luthérienne de Biélorussie, apparue après la séparation de l'Union des Églises évangéliques-luthériennes en l'an 2000.

## Histoire
La première église luthérienne à être construite dans le territoire actuel de la Biélorussie l'est en 1553 à Brest-Litovsk. À la fin du XVIe siècle dans le grand-duché de Lituanie, il existait déjà une dizaine de paroisses luthériennes. Après la Seconde Guerre mondiale, toutes les paroisses luthériennes sont supprimées dans la république socialiste soviétique de Biélorussie.
Après la chute de l'URSS, la première paroisse luthérienne est enregistrée en 1993. Jusqu'en 1998, l'organisation entre elles des paroisses luthériennes dispersées n'existe pratiquement pas. Certaines font partie de l'Union des Églises évangéliques-luthériennes qui fédère les paroisses en Russie et dans d'autres territoires de l'ancienne URSS, et d'autres gardent leur indépendance. Le pasteur Léonide Tsviki de Vitebsk prend la tête de l'Union des Églises évangéliques-luthériennes à l'été 1999 et devient visiteur épiscopal pour la Biélorussie. 
Le 2 décembre 2000, un synode se tient à Vitebsk pour la fondation de l'Église évangélique-luthérienne de Biélorussie. Le 11 mars 2001, le pasteur Tsivki est nommé évêque. L'Union des Églises évangéliques-luthériennes condamne cette fondation et sur treize paroisses, seulement deux communautés demeurent dans la nouvelle Église. En 2002, le conflit entre le consistoire et l'évêque Tsviki se termine par l'expulsion de ce dernier. L'Église de Biélorussie passe sous le gouvernement consistorial et l'on élit un évêque par intérim. Le 27 septembre 2003, quatre communautés de « tradition allemande » déclarent leur désobéissance au consistoire et forment le « conseil de coordination de l'Église évangélique-luthérienne de la république de Biélorussie pour protéger les droits et intérêts légitimes des communautés opprimées et des pasteurs de l'Église évangélique-luthérienne de la république de Biélorussie ». Une autre paroisse, celle de Polotsk, s'est retirée de l'ÉÉLRB, sa participation au conseil de coordination n'a pas été acceptée, ne restant que dans la communion spirituelle. Le 9 octobre 2004, ces communautés tiennent à Lida un synode de fondation et forment l'Église évangélique-luthérienne de la République de Biélorussie. Elle regroupe une dizaine de paroisses en 2005. Son obédience est plutôt de tendance luthérienne traditionnelle et elle n'admet pas de femmes-pasteurs comme dans d'autres branches libérales du protestantisme.
En 2011, le seul lieu de culte historique en activité est l'église luthérienne de Grodno, mais sa paroisse ne fait pas partie de l'Église évangélique-luthérienne de RB (mais de l'ELKRAS). Quant à l'église de Polotsk, elle abrite un musée.
Il est à noter qu'il existe depuis 2009 deux communautés en Biélorussie rattachées à l'Église luthérienne de la confession d'Augsbourg d'Ukraine.

## Hiérarchie
Évêque de l'Église évangélique-luthérienne de la république de Biélorussie :
1. Léonide Tsviki (11 mars 2001 — 1 mai 2005)
2. Kastus Mardzvintsev (1 mai 2005 — par intérim)

Présidents de l'EELRB:
1. Sergueï Geil (2004-2006)
2. Vladimir Evguéniévitch Meyerson (2006-2017)[1]
3. Pavel Loutchenko (depuis le 23 septembre 2017)

## Structure
L'ÉÉLRB est structurée en quatre districts ecclésiaux dirigés par un surintendant: Vitebsk, Gomel, Grodno et Moguilev. Chacun comprend deux ou trois paroisses sur un oblast.